# Юрий Шаргин
Юрий Георгиевич Шаргин е руски летец-космонавт, първи космонавт от космическите войски на Русия.
Роден е на 20 март 1960 г. в Енгелс, Саратовска област. През 1982 г. завършил Военно инженерния институт А. Ф. Можайски със специалност „инженер-механик“ по специалността „космически апарати“.
От 1982 до 1986 г. работи като инженер и главен инженер на 31-ва площадка на космодрума Байконур.
От януари 1987 е помощник на главния инженер, от април 1993 – главен инженер, от август 1994 – началник група на Военното представителство при РКК „Енергия“.
През февруари 1996 г. с решение на Държавната междуведомствена комисия (ГМВК) е избран за кандидат-космонавт от военнокосмическите сили (ВКС) на Русия.
През 1991—1995 г. задочно учи въе Военната академия „Петър Велики“ за „инженер-икономист“.
През май 1996 г. е назначен на длъжността кандидата за космонавт-изпитател на Главния център за изпитания и контрол (ГЦИУ) на ВКС.
От юни 1996 до март 1998 г. минава курс по общокосмическа подготовка, след който е назначен на длъжността космонавт-изпитател на ГЦИУ на РВСН.
На 20 март 1998 г. с решение на Междуведомствената квалификационна комисия му е присвоена квалификация „космонавт-изпитател“ (бординженер).
На 2 септември 1998 г. със заповед на министъра на отбраната на Русия е прехвърлен в отряда космонавти на РГНИИ ЦПК „Ю. Гагарин“ на длъжността космонавт-изпитател (бординженер).
На 24 февруари 1998 г. с решение на ГМВК е назначен за космонавт-изследовател в дублирающия екипаж на 26-а основна експедиция (ОЕ-26) на станцията „Мир“, но подготовка не започнал, тъй като на 12 май 1998 г. по здравословни причини е заменен от Олег Котов.
От октомври 1998 г. се подготвя за полети по програмата на МКС.
От 14 до 24 октомври 2004 г. извършва космически полет като бординженер на основния екипаж на кораба „Союз ТМА-5“ по програмата на 7-а посетителска експедиция на Международната космическа станция.
На 26 февруари 2005 г. му е присвоено званието „Герой на Русия“ и „Летец-космонавт на Русия“. Почетен гражданин на град Енгелс.
Със заповед на министъра на отбраната на Русия № 520 от 6 май 2010 г. Юрий Шаргин е уволнен в запаса от Въоръжените сили на Русия и освободен от длъжността заместник-началник по научноизследователска работа на Главния изпитателен център за изпитания и управление на космически средства (ГИЦИУ КС) „Г. Титов“.